# 田口しおり
田口 しおり（たぐち しおり、1980年6月12日 - ）は、東京都出身の元女優、元タレント。本名は田口しおり'。メイクスに所属していた。東京都立三田高等学校卒業。
身長162cm。血液型O型。特技は将棋、阿波踊り。1997年、第8回週刊ヤングジャンプ全国女子高生制服コレクションにノミネート。

## 出演

### 映画
- 良いおっぱい悪いおっぱい
- 安藤組外伝 群狼の系譜

### テレビ
- MONDO21 週刊女子高生ロマン

### テレビドラマ
- 謎の男子転校生

### ビデオ
- 兎 USAGI 〜野性の闘牌〜

### 雑誌
- 週刊プレイボーイ
- 週刊ヤングジャンプ